# Malva parviflora

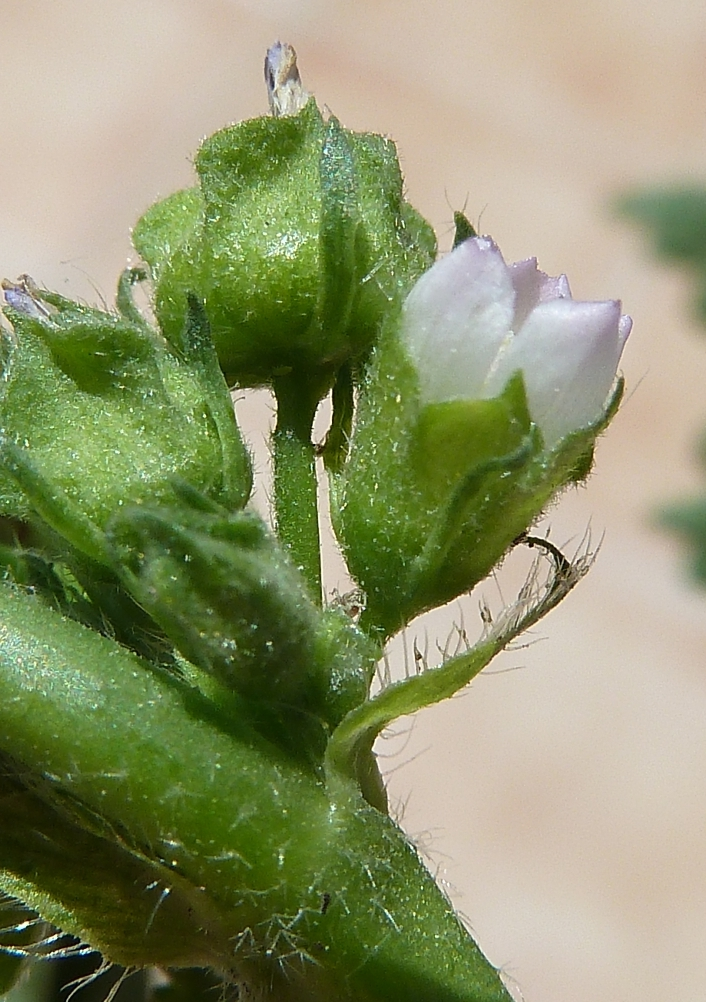
Inflorescencia axilar con flores en prefloración y otras en post-antesis; pelos estrellados, estípula ciliada, cáliz de 5 sépalos soldados y una de las 3 piezas libres del epicáliz bien visibles.

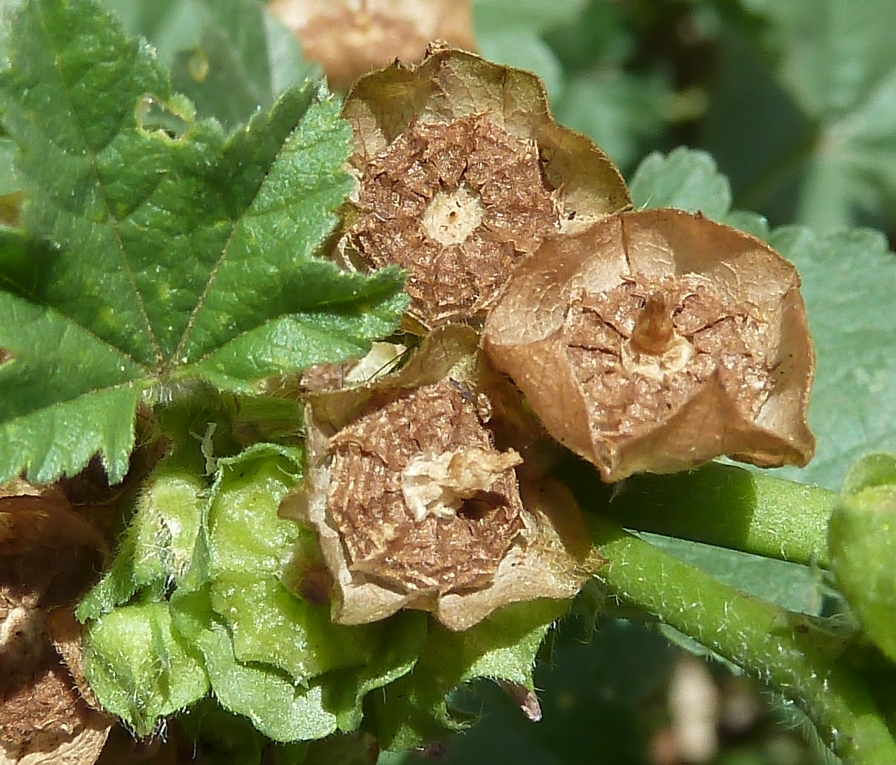
Esquizocarpos maduros in situ.

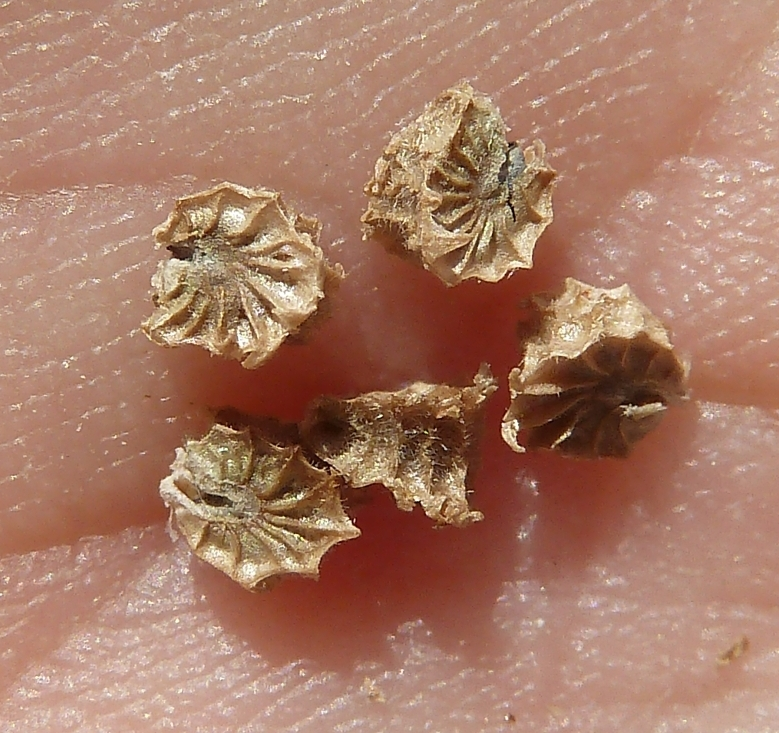
Mericarpos sueltos.

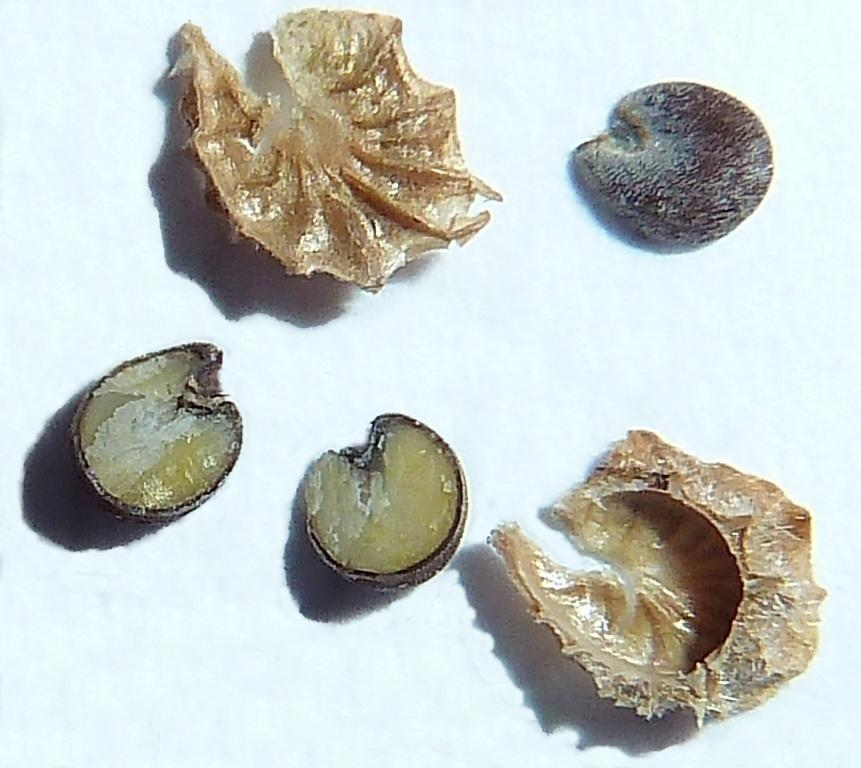
Mericarpo abierto, y semillas suelta y cortada.

Malva parviflora es una especie de planta herbácea del género Malva, dentro de la familia Malvaceae. Es nativa de Asia, Europa y el norte de África, aunque introducida en América y la Macaronesia. 

## Descripción

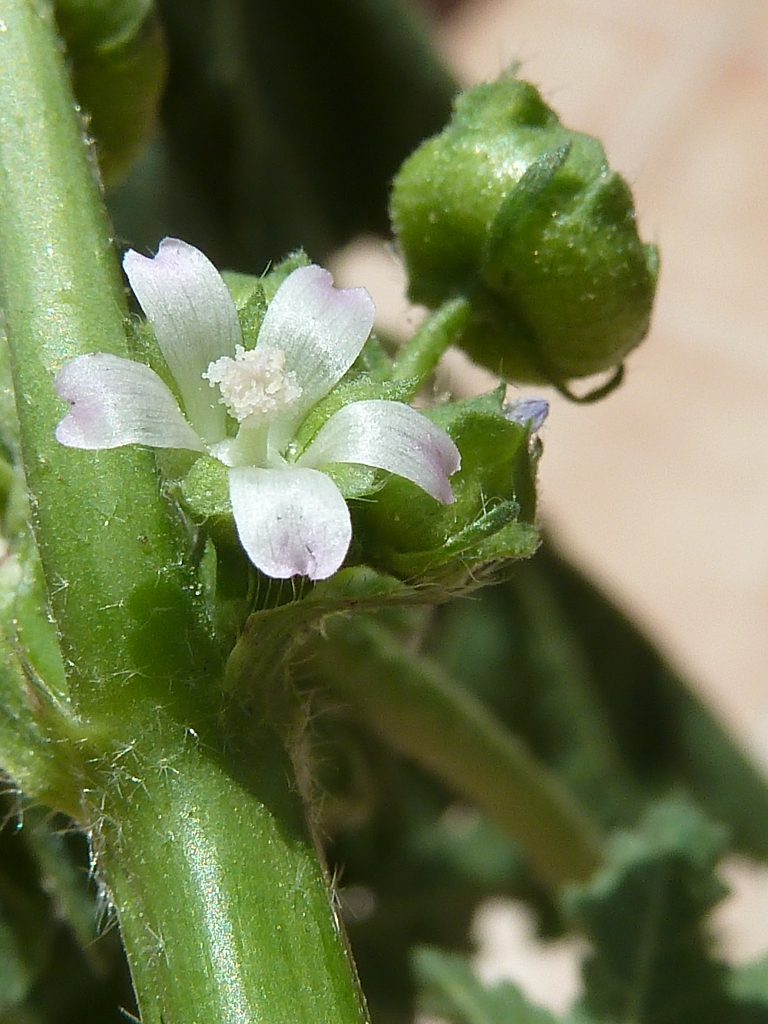

Es una hierba anual con tallo de 0,1-0,75 m de alto, solitario y erecto, más raramente 2 o más y, en estos casos, postrado-ascendentes, pubescentes con pelos simples más o menos patentes y pelos estrellados aplicados. Las hojas, de 10-80 por 10-120 mm, son suborbicular-cordiformes, con 5-7 lóbulos poco profundos, irregularmente crenado-dentados, de glabrescentes a esparcidamente pubescentes con pelos simples y estrellados en el haz, más densamente pubescentes por el envés, largamente pecioladas con pecíolo 2-4 veces más largo que el limbo, pubescente con pelos simples y estrellados y con estípulas de 1-5 mm, de lanceoladas a anchamente lanceoladas, enteras o dentadas, glabrescentes o esparcidamente pubescentes, generalmente ciliadas, persistentes. Las flores, de 5-10 mm de diámetro, se agrupan en fascículos axilares de 2-4 flores, subsésiles con pedúnculos de hasta 1 cm en la fructificación, estrellado-pubescentes. Las 3 piezas del epicáliz miden unos 2-5 mm, en la base del cáliz, de lineares a linear-lanceoladas, ciliadas en el margen. Los sépalos del cáliz tienen 2,5-5 mm, son orbicular-triangulares, marcadamente acrescentes y escariosos en la fructificación, estrellado-pubescentes o glabrescentes, ciliados. Los pétalos de la corola miden 2,5-5 mm y son oblongo-obovados, emarginados, de uña larga, glabra, de un azul o lila pálidos, o blanquecinos. El tubo estaminal es glabro, a veces con algunos pelos simples. El fruto -que, cuando maduro, no está cubierto por los sépalos acrescentes-  es un esquizocarpo con 9-11 mericarpos de 2-2,5 por 2 mm, con dorso plano o ligeramente cóncavo, fuertemente reticulado, y con los ángulos más o menos alados e irregularmente denticulados o cristados y caras laterales con estrías radiales, glabros o pubescentes, de color pardo. Las semillas maduras son de color castaño-negruzco, de contorno arriñonado y muy finamente reticuladas.

## Distribución
Nativa de la región mediterránea hasta Asia central. Naturalizada, y también cultivada, en otras regiones templadas del mundo.
Dispersa por gran parte de la península ibérica, pero rara hacia el noroeste.

## Hábitat
Ruderal, viaria, arvense y en suelos yesosos nitrificados y hasta en descampados urbanos; crece desde el nivel del mar hasta los  900 m de altitud.

## Usos
Planta medicinal utilizada en infusión, cocimiento o cataplasma, como laxante, emoliente y antitúsica.
Historia
En el siglo XX, Alfonso Herrera Fernández menciona que "las hojas secas y pulverizadas forman un polvo que se conoce como harina de malva, el cual, solo o mezclado con la harina de linaza, se usa para hacer cataplasmas emolientes. Sus flores se usan en infusión como diaforéticas".

#### Gastronomía
En México se consume como quelite, es decir, como hierba silvestre que se guisa, y también como planta medicinal. Crece como plaga en los cultivos de arroz y frijol.
En el mundo árabe se considera una planta comestible y se conoce como jubbaza o jubbeze, de donde proviene la palabra española alboheza.

## Taxonomía
Malva parviflora fue descrita por Carlos Linneo y publicado en Demonstrationes Plantarum 18. 1753.
Etimología
Malva: nombre genérico que deriva del latín malva, -ae, vocablo empleado en la Antigua Roma para diversos tipos de malvas, principalmente la malva común (Malva sylvestris), pero también el "malvavisco" o "altea" (Althaea officinalis) y la "malva arbórea" (Lavatera arborea). Ampliamente descritas, con sus numerosas virtudes y propiedades, por Plinio el Viejo en su Historia naturalis (20, LXXXIV).
parviflora: epíteto compùesto del griego παύρος y luego el Latín parvus, -i, "pequeño" y flora , de flos, -ris, "flor", o sea "de flores pequeñas".
Citología
Números cromosomáticos de Malva parviflora  (Fam. Malvaceae) y táxones infraespecificos : 2n=42.
Sinonimia
- Althaea microcarpa Alef.
- Althaea parviflora (L.) Alef.[10]
- Malva microcarpa var. cristata Sennen
- Malva microcarpa Pers.
- Malva musiana Sennen
- Malva parviflora raza microcarpa (Pers.) Samp.
- Malva parviflora var. microcarpa (Pers.) Loscos,
- Malva polycarpa Sennen
- Malva pusilla auct. , non Sm.
- Malva rotundifolia auct., non L.[1]

## Nombres comunes
- En España: malva (6), malva de flor chica (3), malva de flor menuda, malva de flor pequeña (3), malva de flor petita, malva de hoja pequeña, malva loca, malva menor, malvas, malvilla, panar. Entre paréntesis, la frecuencia del nombre en España.[11]
- En México: huitle (Hidalgo), malva (Chiapas, Edomex, Puebla y Veracruz), malva de quesitos (Tlaxcala). En lengua purépecha se conoce como juriata eranchi o juria terango y en mixteco de Guerrero yuca ndicandi.[4]